# Jörg Freimuth
Jörg Freimuth (ur. 10 września 1961 w Rathenow) – niemiecki lekkoatleta, skoczek wzwyż reprezentujący barwy NRD, brązowy medalista olimpijski z Moskwy.
Oprócz medalu igrzysk w 1980 nie odnosił większych sukcesów na międzynarodowych arenach. Trzykrotny mistrz NRD w skoku wzwyż. Był zawodnikiem ASK Vorwärts Potsdam.
Lekkoatletykę uprawiał także jego brat bliźniak – Uwe Freimuth, wieloboista.